# Malki Lom
Malki Lom (bulgariska: Малки Лом) är ett vattendrag i Bulgarien.   Det ligger i regionen Ruse, i den nordöstra delen av landet, 240 km öster om huvudstaden Sofia.
Trakten runt Malki Lom består till största delen av jordbruksmark. Runt Malki Lom är det ganska glesbefolkat, med 32 invånare per kvadratkilometer.